# カール・ジョエル
カール・ジョエル（Karl Joël, 1864年3月27日 - 1934年7月23日）は、ドイツの哲学者。生の哲学に属する。バーゼル大学教授、学長を歴任。代表作『心と世界－有機的把握の試み』など。Joëlはユダヤ系の名前で、ドイツ語ではヨエルとも発音する。19世紀末、科学の発展により心という哲学的に極めて重要な概念がなおざりにされていた状況の中で、生の立場に基づき心と物質（身体）の関係を捉えようとした。"Seele und Welt"『心と世界』の第一章では、グスタフ・フェヒナー、唯物論者、さらには唯心論者に反対し、第二章では心と世界をその本来の性質を損なわず、有機的に把握しようと試みた。アルトゥル・ショーペンハウアー、フリードリヒ・ニーチェ、ゲオルク・ジンメル、ベルクソンなど他の生の哲学者からの影響が多々見受けられる。ニーチェの後、バーゼル大学の教授となるが、ニーチェと直接の面識はなかったものと考えられる。

## 人物
プロイセン王国シレジア地方ヒルシュベルク（現在のポーランド領イェレニャ・グラ）に、ヘルマンとマティルデ（旧姓Scherbel）の間に生まれる。妹にヘートヴィヒがいる。ジョエル家は先祖代々ラビを務めていた。父のヘルマンはベルリン大学でシェリングの下で学ぶ。叔父にダーヴィッド・ジョエルとマヌエル・ジョエルがいる。二人ともユダヤ教学者であり、特にマヌエルは有名である。
カール・ジョエルは地元のギムナジウムに通い、そこで受けた古典教育（古代ギリシャ・ローマ思想）に影響を受け、哲学を志す。なお父のヘルマンはカール・ジョエル16歳のときに他界している。ジョエルは18歳で地元からさほど遠くないブレスラウ大学に入学、哲学を専攻する。当時ブレスラウではディルタイ並びにフロイデンタールが教鞭を取っていた。しかしジョエルは一年後にライプツィヒ大学に移り、哲学に留まらず様々な専攻の授業を履修する。また当時のライプツィヒでは心理学者ヴントが教員を務めており、ジョエルもその実験心理学の授業を聴講している。そして1886年には"Zur Erkenntnis der geistigen Entwicklung und der schriftstellerischen Motive Platos"（『プラトンの思想の発展並びに創作の動機について』）という題名の博士論文を提出、受理される。その後当時ドイツ領であったシュトラースブルクに移り、大学に職を得るため教授資格試験（Habilitation）を受けるも5度にわたり失敗している。これにはジョエルのユダヤの出自が関係しているとの憶測もあるが、ジョエルの最初の大作である"Der echte und der xenophontische Sokrates Band 1" （『真のそしてクセノフォン的ソクラテス』第一部、1892年)がバーゼル大学教授フェルディナンド・デュムラーの目に留まり、1893年にバーゼル大学に招聘され、教員資格を得た上で私講師(Privatdozent)となる。その際行った講演"Die Zukunft der Philosophie"（『哲学の未来』）において「哲学の未来はIdealismus」であると宣言する。ここによく表れているように、ジョエルは生涯にわたり自らをIdealistと位置づけている。
バーゼルに移り住んだ後、ジョエルの哲学にも変化が見られるようになる。ジョエルは初期のころは古典ギリシャ哲学についてのみ執筆していたが、1890年代半ば頃から他のテーマにも言及するようになる。ジョエルはニーチェ、ヤーコプ・ブルクハルト、ルドルフ・オイケンらバーゼルゆかりの哲学者・思想家についての著作を残しているが、これはバーゼルに居住地を構えたことが大きく影響しているものと思われる。またジョエルの同時代人にして同じくユダヤ系哲学者であったジンメルとは一生を通じ親交を深め、1894年以降は毎年のように当時ジンメルが住んでいたベルリンを訪れている。ジョエルはジンメルから多大な影響を受けたと思われ、1901年に出版された『哲学者の道』(Philosophenwege)や1905年の『ニーチェとロマン主義』(Nietzsche und die Romantik)はすでに初期のギリシャ哲学を論じた作品とは一線を画し、ジョエル哲学における中期代表作と位置づけられる。そして1912年に発表された『心と世界』(Seele und Welt)においては初期のIdealismusへの傾倒は影を潜め、むしろ心と物質の両極を客観的に捉えようとしている。この作品には、生の哲学的手法が色濃く現れており、ジンメルやベルクソンの影響が明確に読み取れ、内容的にもジョエル哲学の代表作と評価される。
ジョエルは1897年に員外教授、1902年に正教授になっているが、1913年にはバーゼル大学の学長に選出され（任期一年）、学者としてのキャリアは頂点に達する。ジョエルはほぼ毎日のように来客を迎え、その中には詩人のリルケ、オーストリア皇族のオイゲン・フォン・エスターライヒを初めとする著名人が多数含まれていた。またジョエルの授業には多くの聴講生が訪れ、学生からも尊敬を集めていたという。
ジョエル哲学は『心と世界』以降、再びIdealismus的傾向を帯びるようになり、物理学や心理学といったテーマはほとんど扱わなくなる。そのこととの関係は不明だが、1914年に勃発した第一次世界大戦はジョエルに大きな衝撃を与え、1917年に出版された『歴史における理性』(Die Vernunft in der Geschichte)では戦争の悲惨さ、人類愛について言及している。ジョエルはその哲学人生の後期において、『心と世界』において用いられた手法を歴史哲学に応用することを試み、1921年には『古典哲学の歴史』(Geschichte der antiken Philosophie)、1928年（第一部）と1934年（第二部）には『世界観の変遷』(Wandlungen der Weltanschauung)を発表し高い評価を得る。
ジョエルは1929年の夏に脳卒中の発作に見舞われ、それ以来授業を除き大学の職務からは遠ざかっていた。1934年7月23日に、休暇中に二度目の発作に襲われ死去する。遺体はバーゼルのユダヤ人墓地に葬られ、葬儀には大学関係者を初め多くの人が参列した。生涯独身であった。ジョエルは自らの蔵書の多くをエルサレム大学に寄贈している。ジョエルはバーゼルにおいてはユダヤ人であることを理由に差別されたことはほとんどなく、自らもシオニズム運動からは距離をとるようにしていたが、ドイツにおけるナチズムの台頭はユダヤ系ドイツ人であるジョエルに大きな衝撃を与えたものと思われる。
ジョエルは存命時の華やかな経歴に比べ、現在においてはほぼ無名に近い。しかしながら長らく教員を務めたバーゼル大学のホームページにはその経歴が紹介されており、哲学系のシンポジウムが開催されるときには取り上げられることもある。そのほかには第一次大戦中の哲学者あるいはニーチェ研究者として言及されることがある。

## 著作
- Zur Erkenntnis der geistigen Entwicklung und der schriftstellerischen Motive Platos in besonderer Rücksicht auf Phaed. 96A – 100B und Phaedr. 274 – 278B, 1887
- Zur Geschichte der Zahlprinzipien in der griechischen Philosophie, in: Zeitschrift für Philosophie und philosophische Kritik Band 97, 1890
- Der echte und der xenophontische Sokrates Band 1, 1892
- Der echte und der xenophontische Sokrates Band 2, 1901
- Philosophenwege, 1901
- Die kommende Frage in: Neue Deutsche Rundschau, Erstes und zweites Quartal (1902), S.27-55, 1902
- Nietzsche und die Romantik, 1905
- Die alten Weisen, in: Neue Deutsche Rundschau, Band 2 (1905), S.1409-1424, 1905
- Der Ursprung der Naturphilosophie, 1906
- Der freie Wille, 1908
- Jakob Burckhardt als Geschichtsphilosoph, 1910
- Gefahren modernen Denkens, in: Logos 1 (1910/11), S.257-260, 1911
- Seele und Welt, 1912
- Philosophische Krisis der Gegenwart, 1914
- Antibarbarus, 1914
- Neue Weltkultur, 1915
- Die Bedeutung unseres klassischen Zeitalters für die Gegenwart, 1916
- Die Vernunft in der Geschichte, 1917
- Geschichte der antiken Philosophie, 1921
- Karl Joël, in: Schmidt, Raymond (Hrsg.), Die Philosophie der Gegenwart in Selbstdarstellungen, 1921 (1. Auflage), 1923 (2. Auflage: kleine Änderungen vorhanden)
- Kant als Vollender des Humanismus, 1924
- Die lebendige Philosophie, in: Frankfurter Zeitung und Handelsblatt, 69. Jg., Nr. 776 (16. Oktober 1924) 3-4, 1924
- Das Ethos Rudolf Euckens, 1927
- Wandlungen der Weltanschauung Band 1, 1928
- Wandlungen der Weltanschauung Band 2, 1934